# Ván bài lật ngửa: Vòng hoa trước mộ
Ván bài lật ngửa: Vòng hoa trước mộ (tiếng Anh: Cards on the Table: The Wreath at the Grave) là tập cuối cùng trong loạt series Ván bài lật ngửa; phim dựa theo tiểu thuyết Giữa biển giáo rừng gươm của nhà văn Trần Bạch Đằng. Phim được chiếu ra mắt vào 1987.

## Nội dung
Thông tin về một cuộc đảo chính do Mỹ yểm trợ đang được đồn khắp nơi. Chính phủ Ngô Đình Diệm đang bị quốc tế lên án. Mùa thu 1963, Ngô Đình Thục cũng sang Rôma dự Công đồng Vatican II.
Tình hình viện trợ Mỹ cho Việt Nam Cộng Hòa gặp trở ngại, hai chuyến buôn thuốc phiện của Ngô Đình Nhu từ Tam Giác Vàng về Nam Việt Nam biến mất. Luân cùng một số cộng sự thân tin nhất sang Lào gặp Francisci, trùm bán thuốc phiện cho Ngô Đình Nhu để điều tra ai là kẻ cướp số hàng này. Luân lên kế hoạch thực hiện chuyến buôn thuốc phiện thứ ba nhằm mục đích dụ kẻ cướp xuất hiện. Kế hoạch đã bị CIA theo dõi.
Chuyến vận chuyển thuốc phiện bằng ô tô đến điểm trực thăng đón bắt đầu di chuyển, trong đoàn gồm: Luân, Thùy Dung, Bảy Cầu Muối, Quang (mật vụ của Đại Việt Quốc dân đảng), Hiển (em trai của Quang), Sang (mật vụ của Bắc Việt Nam), chuẩn úy Thạch (tài xế riêng), thiếu tá Thuần (Tùy viên quân sự Đại sứ quán Việt Nam Cộng Hòa tại Lào), Francisci hộ tống hàng. Nhằm dụ toán cướp U Ba Thiên tấn công. Nhóm của Luân chống trả toán cướp U Ba Thiên để đưa hàng thành công đến điểm tập kết và lên trực thăng về Nam Việt Nam thành công.
Cuộc đảo chính do Hội đồng quân sự với Dương Văn Minh đứng đầu diễn ra. Ngô Đình Diệm và Ngô Đình Nhu bị sát hại. Đệ Nhất Cộng hòa Việt Nam sụp đổ. Sau khi mọi chuyện lắng xuống, Luân mang vòng hoa đến viếng Ngô Đình Nhu.

## Diễn viên
- Nguyễn Chánh Tín - Robert Nguyễn Thành Luân
- Thanh Lan - Thùy Dung
- Lâm Bình Chi - Ngô Đình Nhu
- Thu Hồng - Trần Lệ Xuân
- Đỗ Văn Nghiêm - Giám mục Ngô Đình Thục
- Phan Hiền Khánh - Bảy Cầu Muối
- Jan vô danh - Kiên (gã đầu bạc)
- Chế Tâm – James Casey